# Episodi di The United States Steel Hour (seconda stagione)
La seconda stagione della serie televisiva L'ora dell'acciaio degli Stati Uniti (The United States Steel Hour) è andata in onda negli Stati Uniti dal 14 settembre 1954 al 21 giugno 1955 sulla ABC.
In Italia la stagione è stata trasmessa dal 2 aprile al 6 giugno 2014 su Telecapri News con i sottotitoli in italiano.
| nº | Titolo originale                  | Prima TV USA      |
| -- | --------------------------------- | ----------------- |
| 1  | The Notebook Warrior              | 14 settembre 1954 |
| 2  | Baseball Blues                    | 28 settembre 1954 |
| 3  | The Man with the Gun              | 12 ottobre 1954   |
| 4  | The Fifth Wheel                   | 26 ottobre 1954   |
| 5  | Goodbye... But It Doesn't Go Away | 9 novembre 1954   |
| 6  | King's Pawn                       | 23 novembre 1954  |
| 7  | One for the Road                  | 7 dicembre 1954   |
| 8  | Presento                          | 21 dicembre 1954  |
| 9  | The Thief                         | 4 gennaio 1955    |
| 10 | The Bogey Man                     | 18 gennaio 1955   |
| 11 | Six O'Clock Call                  | 1º febbraio 1955  |
| 12 | Freighter                         | 15 febbraio 1955  |
| 13 | Man in the Corner                 | 1º marzo 1955     |
| 14 | No Time for Sergeants             | 15 marzo 1955     |
| 15 | Scandal at Peppernut              | 29 marzo 1955     |
| 16 | The Rack                          | 12 aprile 1955    |
| 17 | The Roads to Home                 | 26 aprile 1955    |
| 18 | Fearful Decision                  | 10 maggio 1955    |
| 19 | Big Winner                        | 24 maggio 1955    |
| 20 | Hung for a Sheep                  | 7 giugno 1955     |
| 21 | Red Gulch                         | 21 giugno 1955    |

## The Notebook Warrior
- Prima televisiva: 14 settembre 1954

### Trama
- Interpreti: Sidney Blackmer (Richard Elgin, Sr.), Ben Gazzara (Richard Elgin Jr.), Richard Kiley (capitano Duggan), Robert Scheerer (soldato Greenleaf)

## Baseball Blues
- Prima televisiva: 28 settembre 1954

### Trama
- Interpreti: Edward Andrews (Eddie), Harry Bellaver (Pete), Frankie Frisch (se stesso), House Jameson (Mr. Denham), Frank Lovejoy (Mike Corriden), Billie Worth (Mae Corridon)

## The Man with the Gun
- Prima televisiva: 12 ottobre 1954

### Trama
- Interpreti: Edward Binns (George Moffat), Ralph Clanton (caporale Talchine), Leueen MacGrath (Martha), Gary Merrill (Dennis), Alexander Scourby (Aubrey Wilson), Frederick Worlock (colonnello Crane), Dana Wynter (Diana Ryland)

## The Fifth Wheel
- Prima televisiva: 26 ottobre 1954

### Trama
- Interpreti: Orson Bean (Eddie West), Faye Emerson (Marian Burnett), Margaret Hamilton (Mrs. Felton), Howard St. John (Jim O'Neal), Franchot Tone (Charles Burnett)

## Goodbye... But It Doesn't Go Away
- Prima televisiva: 9 novembre 1954

### Trama
- Interpreti: Neville Brand, Geraldine Brooks (Vera), Jack Carson (Harry Steuben), Jeff Donnell, June Lockhart (Sally), Inga Swenson, George Voskovec (Mr. Brankovic)

## King's Pawn
- Prima televisiva: 23 novembre 1954

### Trama
- Interpreti: John C. Becher (Paul Conover), Janet Blair (Peg St. Claire), Heywood Hale Broun (Spectator), John Forsythe (Prof. Gilbert Jardine), Michael Gorrin (dottor Marcus Koenig), Neil Hamilton (colonnello Costello), Anne Seymour (Agnes Jardine), Chet Stratton (Fosdick)

## One for the Road
- Prima televisiva: 7 dicembre 1954

### Trama
- Interpreti: John Alexander (Capitano di polizia), Edward Andrews (Fred Purdy), Charles Coburn (giudice Purdy), Jeff Donnell (Virginia Purdy), Eileen Merry (Pamela Purdy), John Wattstuder (Jonathan Purdy)

## Presento
- Prima televisiva: 21 dicembre 1954

### Trama
- Interpreti: Steve Cheng (Sato), Hans Conried (Jean Pierre), Pat Crowley (Evelyn), Jack Klugman (Barney Ostertag), Don Taylor (Dennis), Shirley Yamaguchi (Presento), Yuskow Yashiwara (Mr. Nakagawa)

## The Thief
- Prima televisiva: 4 gennaio 1955

### Trama
- Interpreti: Mary Astor (Isabelle Lagarde), James Dean (Fernand Lagarde), Patric Knowles (Richard Voyson), Paul Lukas (Charles Lagarde), Diana Lynn (Marie-Louise Voyson), Nehemiah Persoff (dottor Arnault / Oliver)

## The Bogey Man
- Prima televisiva: 18 gennaio 1955

### Trama
- Interpreti: Humphrey Davis (Mr. King), Celeste Holm (Madge Collins), Robert Preston (Jack Roberts), Darryl Richard (Tony), Ann Thomas (Miss Orchard), James Westerfield (Sam Moreno)

## Six O'Clock Call
- Prima televisiva: 1º febbraio 1955

### Trama
- Interpreti: Gertrude Berg (Rose Snider), Robert Ellenstein, Janet Fox (Hortense), David Opatoshu (Simon Wechsler), Louis Sorin, Gloria Stroock (Ellen), Michael Wager (Harry)

## Freighter
- Prima televisiva: 15 febbraio 1955

### Trama
- Interpreti: Mitchell Agruss (operatore radio), Martin Balsam (ufficiale Petty), Jocelyn Brando (Jane), James Daly (Clay), Henry Hull (capitano Lasher), Karl Lukas (Stoker), Thomas Mitchell (Scotty), J. Pat O'Malley (Cookie), Jamie Smith (Connors)

## Man in the Corner
- Prima televisiva: 1º marzo 1955

### Trama
- Interpreti: Jack Carson (Joey Miller), Treva Frazee (Sister), Betty Garde (Mom), Phyllis Hill (Florence), Don Keefer (Bob), Claire Kirby (Ruby), Cliff Norton (Nick), P. Jay Sidney (Peterson), Ernest Truex (Dan), Harold Vermilyea (Pop)

## No Time for Sergeants
- Prima televisiva: 15 marzo 1955

### Trama
- Interpreti: Andy Griffith (Will Stockdale), Joe Brown Jr. (Infantry Sergeant), Alexander Clark (capitano), Harry Clark (sergente King), Robert Emhardt (Major), Bob Hastings (Lucky), George Kilroy (soldato), Eddie LeRoy (Ben Whitledge), Adnia Rice (WAF Captain), G. Albert Smith (colonnello), Arthur Storch (Irving), Thomas Volk (PFC)

## Scandal at Peppernut
- Prima televisiva: 29 marzo 1955

### Trama
- Interpreti: Theodore Bikel (Fritz Gerhardy), Ruth Gates (nonna Bauer), Charles Korvin (Heinrich Bauer), Terry Moore (Caroline Schwendinger), Scotty Morrow, Jack Mullaney (Martin Muller), Guy Raymond (Joe Duester), Barbara Robbins (Mrs. Minnie Duester), Helen Shields (Mrs. Ella Gerhardt)

## The Rack
- Prima televisiva: 12 aprile 1955

### Trama
- Interpreti: Mitchell Agruss (tenente Anderson), Haskell Coffin (presidente of the Court), Wendell Corey (capitano Sam Moulton), Harrison Dowd (colonnello Smith), Len Doyle (colonnello Fielder), Nicholas Joy (colonnello Edward Hall Sr.), Peggy McCay (Agatha), Mel Ruick (colonnello Hansen), Marshall Thompson (capitano Ed Hall Jr.), Keenan Wynn (tenente Steve Wasnik)

## The Roads to Home
- Prima televisiva: 26 aprile 1955

### Trama
- Interpreti: James Daly (Lloyd Jackson), Frances Heflin (Emily), Katherine Squire (Mrs. Townsend), Beatrice Straight (Daisy Jackson), Johnny Washbrook (Jimmy Sullivan), Joseph Worden (Tom)

## Fearful Decision
- Prima televisiva: 10 maggio 1955

### Trama
- Interpreti: Ralph Bellamy (David Durfee), Edward Binns (reporter), Frank Overton (Al Durfee)

## Big Winner
- Prima televisiva: 24 maggio 1955

### Trama
- Interpreti: Joe De Santis (Papa), George Ives (TV Emcee), Augusta Merighi (Mrs. Molinari), Richard Morris (Michael), Frank Puglia (Zi-Zi), Marita Reed (Louisa), Dolores Sutton (Teresa)

## Hung for a Sheep
- Prima televisiva: 7 giugno 1955

### Trama
- Interpreti: Royal Beal (Charlie), Lucille Benson (Benita), Katherine Blaine (Tessie), Donald Briggs (Truck Rogers), Heywood Hale Broun (Duffy), George Macready (Davidson), Lori March (Billy), Hugh Marlowe (Vince Gabriel), Edmon Ryan (Ralph), Chet Stratton (Harold Mott), Jerome Thor (Tillman)

## Red Gulch
- Prima televisiva: 21 giugno 1955

### Trama
- Interpreti: Russell Collins (Dee Corcoran), Amy Douglass (Mrs. Stidgers), Jayne Meadows (Cora), Franchot Tone (Sandy Morton), Teresa Wright (Miss Mary)